# 神戸市立菅の台小学校
神戸市立菅の台小学校（こうべしりつ すがのだいしょうがっこう）は、兵庫県神戸市須磨区菅の台4丁目にある公立小学校。

## 沿革
- 1975年（昭和50年） - 神戸市立名谷小学校より分離開校。
- 1978年（昭和53年）4月1日 - 神戸市立竜が台小学校開校による校区分離。

## 教育目標
- あいさつ大好き!! ～気持ちのよいあいさつで、友達とのかかわりを広げる～

## 通学区域
校区は以下の通り。
- 神戸市須磨区
  - 菅の台1 - 7丁目、緑台、弥栄台1 - 5丁目
- 神戸市垂水区
  - 名谷町[2]

## 進学先中学校
- 神戸市立竜が台中学校

## 交通アクセス
- 神戸市バス 73・74系統「菅の台小学校前」より

## 校区内の主な施設など
- 福田川
- 神戸総合運動公園

## 通学区域が隣接している学校
- 神戸市立竜が台小学校
- 神戸市立多井畑小学校
- 神戸市立つつじが丘小学校
- 神戸市立名谷小学校
- 神戸市立東町小学校
- 神戸市立太山寺小学校
- 神戸市立神の谷小学校
- 神戸市立西落合小学校